# Emmanuel d'Anhalt-Köthen
Emmanuel d'Anhalt-Köthen (6 octobre 1631, Plötzkau – 8 novembre 1670, Köthen) est un prince de la maison d'Ascanie. Il est successivement prince d'Anhalt-Plötzkau (1653-1665) et prince d'Anhalt-Köthen (1665-1670).
Il est le troisième et dernier fils du prince Auguste d'Anhalt-Plötzkau et de sa femme Sibylle de Solms-Laubach. À la mort de son père, il devient prince avec ses frères aînés Ernest-Gottlieb et Lebrecht. Ernest-Gottlieb ne survit que quelques mois à son père, mais Lebrecht et Emmanuel gouvernent l'Anhalt-Plötzkau ensemble pendant douze ans.
En 1665, le prince Guillaume-Louis d'Anhalt-Köthen, au nom duquel Lebrecht et Emmanuel avaient exercé la régence de 1653 à 1659, meurt sans descendance. Sa principauté leur revient, et ils abandonnent l'Anhalt-Plötzkau à leur cousin Victor-Amédée, qui l'annexe à l'Anhalt-Bernbourg.
Le 23 mars 1670, Emmanuel épouse Anne-Éléonore de Stolberg (26 mars 1651 – 27 janvier 1690), fille du comte Henri-Ernest de Stolberg. Lorsque Emmanuel meurt, sa femme, enceinte de trois mois, doit exercer la régence jusqu'à la naissance de l'enfant, dont le sexe déterminera le sort de la principauté. Le 20 mai 1671, elle donne naissance à un fils, Emmanuel-Lebrecht, qui devient prince sous la régence de sa mère.